# Cichy Don
Cichy Don (tytuł oryginalny Тихий Дон, czyt. Tichij Don) – wydana w 4 tomach w latach 1928–1940 epopeja powieściowa radzieckiego pisarza Michaiła Szołochowa, laureata Nagrody Nobla w dziedzinie literatury. Często uogólniająco uważa się, iż nagroda została przyznana za to dzieło, pomimo tego, że uzasadnienie mówi o artystycznej sile i integralności, którym [autor] dał wyraz w dońskiej epopei o historycznym okresie życiu narodu rosyjskiego.
Epopeja opisuje życie Kozaków na przełomie XIX i XX wieku. Obfituje w opisy przyrody oraz ginących zwyczajów kozaczyzny. Wątki obyczajowe opisane są na tle zmagań politycznych, związanych z I wojną światową i próbami stworzenia państwa niepodległej kozaczyzny. Główny bohater, Grigorij Melechow, wzorowany jest na autentycznej postaci Charłampija Jermakowa, jednego z przywódców dońskiej kozaczyzny.
Powieść została zekranizowana w trzech częściach, w Moskiewskim Studiu Filmowym im. Maksyma Gorkiego (ros. Московская киностудия им. Горького). Dwie pierwsze części oddano w roku 1957, a część trzecią w 1958 roku przez Siergieja Gierasimowa (ros. Сергей Герасимов).
Kolejną ekranizację zrealizowano w 2006 w formie serialu. Reżyserem był Siergiej Bondarczuk, film dokończył po śmierci ojca jego syn Fiodor Bondarczuk.
W latach 70. Aleksandr Sołżenicyn wysunął hipotezę o plagiacie utworu, którego rzeczywistym autorem miał być zamordowany przez bolszewików kozacki pisarz Fiodor Kriukow. Od tego czasu ukazało się wiele prac uznających bądź obalających autorstwo Szołochowa. W 1999 r. Rosyjska Akademia Nauk odnalazła i przy wsparciu rosyjskiego rządu kupiła manuskrypt 2 pierwszych tomów. Kolejne badania manuskryptu potwierdzają autorstwo Michaiła Szołochowa. Teza ta nadal jednak pozostaje źródłem kontrowersji.